# Alt Schalkowitz
Alt Schalkowitz, polnisch Stare Siołkowice (1936–1945: Alt Schalkendorf) ist ein Dorf in Polen. Alt Schalkowitz liegt in der Gemeinde Poppelau im Powiat Opolski in der polnischen Woiwodschaft Opole.

## Geographie

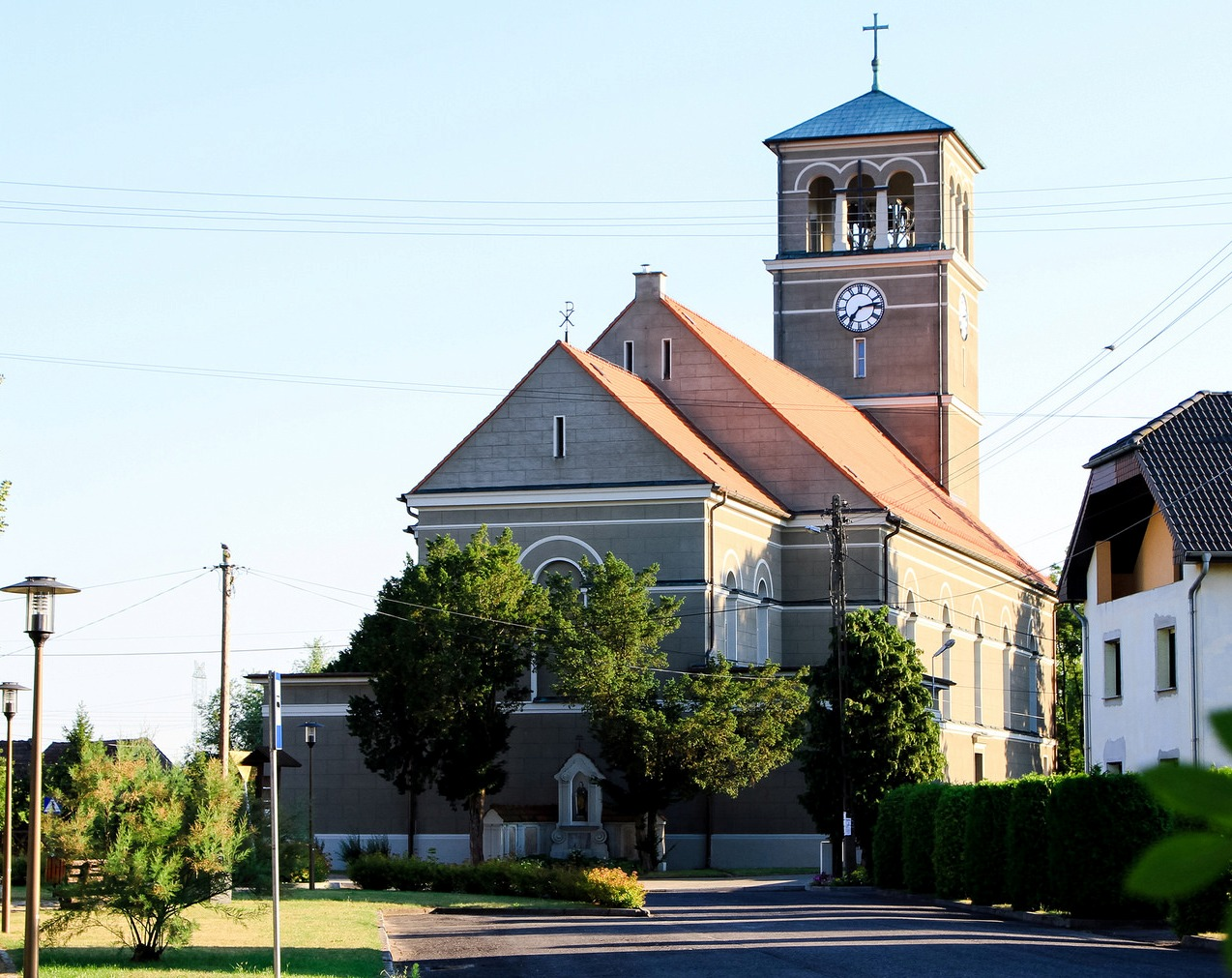
Erzengel-Michael-Kirche

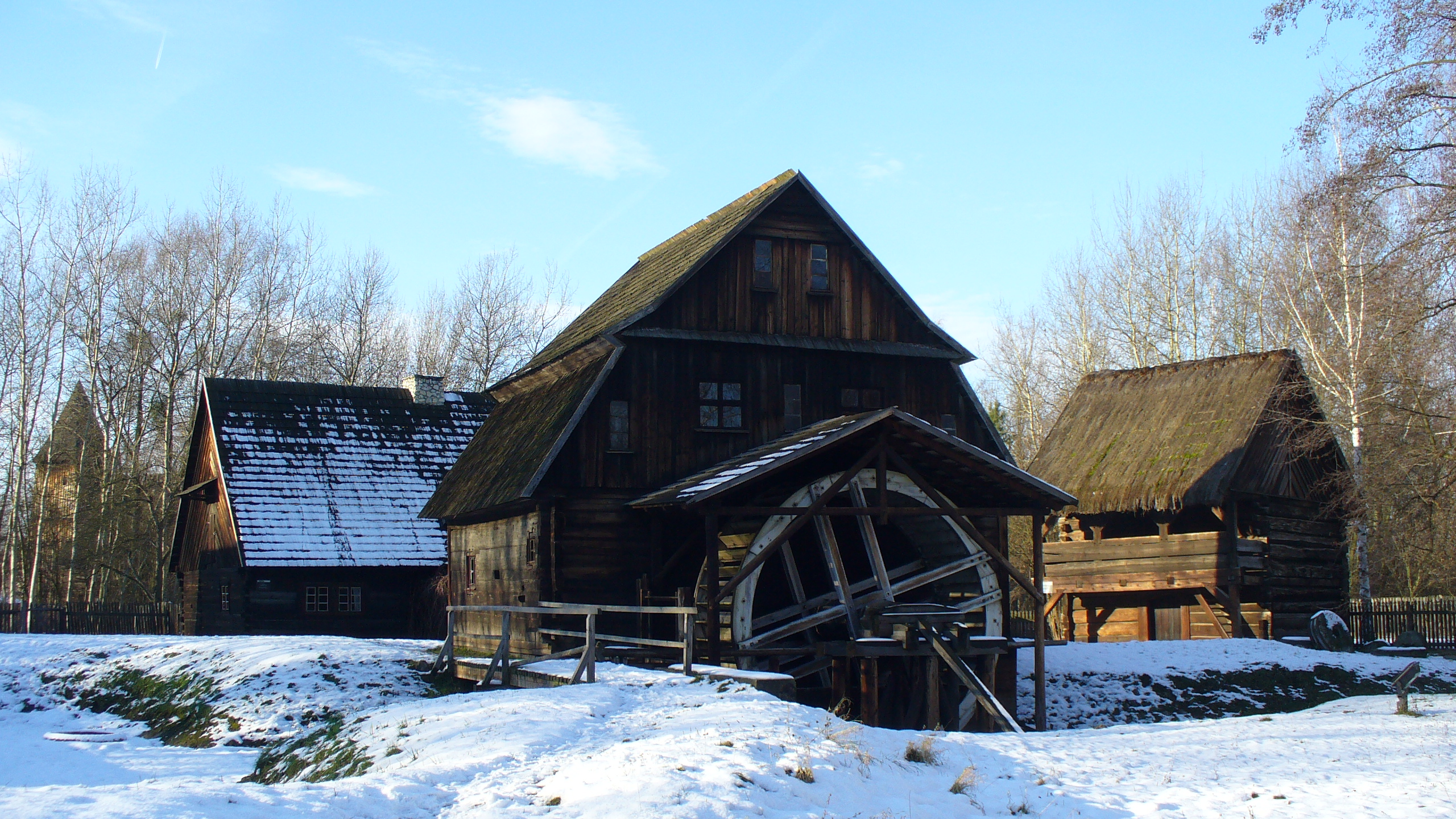
Die ehem. Wassermühle aus Alt Schalkowitz, heute im Freilichtmuseum in Opole

### Geographische Lage
Alt Schalkowitz liegt im Westen der historischen Region Oberschlesien. Das Dorf liegt etwa zwei Kilometer südwestlich vom Gemeindesitz Poppelau und 20 Kilometer nordwestlich von der Kreisstadt und Woiwodschaftshauptstadt Opole (Oppeln).
Südwestlich des Dorfes verläuft die Oder. Nördlich des Dorfes fließt die Brynica. Durch Alt Schalkowitz verläuft die Woiwodschaftsstraße Droga wojewódzka 457.

### Nachbarorte
Nordwestlich von Alt Schalkowitz liegt der Gemeindesitz Poppelau (poln. Popielów). Im Norden liegt die Ortschaft Neu Schalkowitz (poln. Nowe Siołkowice) sowie im Südosten das Dorf Chrosczütz (poln. Chróścice).

## Geschichte
Alt Schalkowitz wird im Jahr 1223 erstmals als Scacovici in einer Aufzählung des Klosters Czarnowanz erwähnt. Eine weitere Erwähnung findet das Dorf im Jahr 1387 als Sulkowicz. 1532 wurde das Dorf als Siodlkowitz erwähnt.
1742 fiel Alt Schalkowitz mit dem Großteil Schlesiens an Preußen. Ende des 18. Jahrhunderts erhielt das Dorf den Namenszusatz Alt, nachdem in direkter Nachbarschaft die Siedlung Neu Schalkowitz gegründet wurde.
Nach der Neuorganisation der Provinz Schlesien gehörte die Landgemeinde Alt Schalkowitz ab 1816 zum Landkreis Oppeln im Regierungsbezirk Oppeln. 1822 zerstörte ein Feuer weite Teile des Dorfes, darunter auch die hölzerne Kirche. 1830 erfolgte ein Neubau der Erzengel-Michael-Kirche. 1845 bestanden im Dorf eine katholische Pfarrkirche, eine katholische Schule, eine königliche Unterförsterei und 225 weitere Häuser. Im gleichen Jahre lebten in Alt Schalkowitz 1722 Menschen, davon neun evangelisch und fünf jüdisch. 1874 wurde der Amtsbezirk Alt Schalkowitz gegründet, welcher aus den Landgemeinden Alt Schalkowitz, Hirschfelde und Neu Schalkowitz bestand. Erster Amtsvorsteher war der Leutnant von Schmid in Alt Schalkowitz.
Bei der Volksabstimmung in Oberschlesien am 20. März 1921 stimmten 1522 Wahlberechtigte für einen Verbleib bei Deutschland und 506 für Polen. Im Gutsbezirk Dobrau stimmten 80 Personen für Deutschland und sechs für Polen. Alt Schalkowitz verblieb beim Deutschen Reich. 1933 lebten im Ort 2762 Einwohner. Am 10. August 1936 wurde der Ort in Alt Schalkendorf umbenannt. Am 1. April 1939 wurde Alt Schalkendorf mit Neu Schalkendorf zur Gemeinde Schalkendorf zusammengeschlossen. Bis 1945 befand sich der Ort im Landkreis Oppeln.
1945 kam der bis dahin deutsche Ort zu Polen und wurde in Stare Siołkowice umbenannt und der Woiwodschaft Schlesien angeschlossen. Der Zusammenschluss der Orte wurde aufgehoben. 1950 kam der Ort zur Woiwodschaft Opole. 1997 wurde weite Teile des Dorfes beim Jahrhunderthochwasser der Oder überflutet. 1999 kam der Ort zum Powiat Opolski. Seit 2014 hat der Ort ein zweisprachiges Ortsschild und heißt auch wieder Alt Schalkowitz.

## Sehenswürdigkeiten
- Erzengel-Michael-Kirche – 1830 erbaut
- Im Ort befinden sich zwei Schrotholz-Windmühlen.

## Vereine
- Deutscher Freundschaftskreis zu der auch die Musikgruppen „Heimatmelodie“ und die Kindergruppe „Wróble“ gehören
- Die folkloristische Frauen-Gesangsgruppe „Siołkowiczanki“

## Söhne und Töchter des Ortes
- Anton Joseph Warkocz (Warkotsch/Warkutsch) (1736–1798) 1756–1778 Organist, Lehrer/Rector (1760, 1765)
- Kurt Bimler (1883–1951), Kunsthistoriker und Bildhauer
- Rochus Misch (1917–2013), SS-Mann
- Josef Kociok (1918–1943), Luftwaffenoffizier im Zweiten Weltkrieg
- Alfred Könner (1921–2008), Verlagslektor und Schriftsteller
- Engelbert Miś (* 1943), Journalist